# Lindsay Whalen
Lindsay Marie Whalen (Hutchinson, 9 mei 1982) is een voormalig Amerikaans basketbalspeelster. Zij won met het Amerikaans basketbalteam twee keer de gouden medaille tijdens de Olympische Zomerspelen. Ook won ze met het nationale team twee keer het Wereldkampioenschap basketbal.
Whalen speelde voor het team van de Universiteit van Minnesota, voordat zij in 2004 haar WNBA-debuut maakte bij de Connecticut Sun. In totaal heeft ze 15 seizoenen in de WNBA gespeeld en won 4 keer het kampioenschap.
Tijdens de Olympische Zomerspelen 2012 in Londen won ze voor het eerst olympisch goud door Frankrijk te verslaan in de finale. In totaal speelde ze 16 wedstrijden over twee Olympische Spelen (2012 en 2016) en wist alle wedstrijden te winnen.
Buiten de WNBA seizoenen speelde ze in Europa. Sinds 2018 is ze de coach van de basketbalvrouwenploeg van de Universiteit van Minnesota.
1 Jessica Adair · 
6 Amber Harris · 
8 Taj McWilliams-Franklin · 
11 Candice Wiggins · 
13 Lindsay Whalen · 
14 Alexis Hornbuckle · 
22 Monica Wright · 
23 Maya Moore · 
24 Charde Houston · 
32 Rebekkah Brunson · 
33 Seimone Augustus · 
Coach Cheryl Reeve
00 Lindsey Moore · 
4 Janel McCarville · 
11 Amber Harris · 
12 Rachel Jarry · 
13 Lindsay Whalen · 
14 Devereaux Peters · 
15 Sugar Rodgers · 
22 Monica Wright · 
23 Maya Moore · 
32 Rebekkah Brunson · 
33 Seimone Augustus · 
Coach Cheryl Reeve
1 Shae Kelley · 
3 Kalana Greene · 
13 Lindsay Whalen · 
14 Devereaux Peters · 
15 Asjha Jones · 
20 Tricia Liston · 
21 Renee Montgomery · 
23 Maya Moore · 
32 Rebekkah Brunson · 
33 Seimone Augustus · 
34 Sylvia Fowles · 
51 Anna Cruz · 
Coach Cheryl Reeve
3 Natasha Howard · 
7 Jia Perkins · 
9 Cecilia Zandalasini · 
12 Alexis Jones · 
13 Lindsay Whalen · 
14 Temi Fagbenle · 
21 Renee Montgomery · 
22 Plenette Pierson · 
23 Maya Moore · 
32 Rebekkah Brunson · 
33 Seimone Augustus · 
34 Sylvia Fowles · 
Coach Cheryl Reeve